# La Perla de La Paz
La Perla de La Paz, también conocida como Casa Ruffo, es una importante casa de comercio fundada en 1860 en la localidad mexicana de La Paz, Baja California Sur. Fue catalogada como Patrimonio Histórico en 1986 por el Instituto Nacional de Antropología e Historia de México. En 2006 sufrió un incendio que destruyó la mayor parte del edificio y en la actualidad solo permanece en pie la fachada (la tienda actualmente se encuentra en un edificio contiguo también viejo pero con menor antigüedad), que se conserva protegida al seguir formando parte de Patrimonio Histórico.

## Historia
La Perla de La Paz fue fundada en el año de 1860 por Antonio J. Ruffo Santa Cruz. El edificio inició llamándose "Don Antonio Ruffo", tiempo después fue cambiado a "Ruffo Hermanos" para terminar llamándose "La Perla de La Paz" en honor a la famosa perla encontrada por Antonio Cervera y Juan Vacaseque C. en las aguas de la Bahía de la Paz en 1883, que, fue usada posteriormente en la corona de la Reina de Inglaterra.
El edificio se destinaba al comercio de todo tipo de bienes: Abarrotes, ropa, calzado, ferretería y panadería, y también a la importación de productos europeos, perlas y conchas finas.

## El incendio
La estructura del edificio era una de las obras arquitectónicas más bellas y antiguas de la ciudad. Fue catalogado como Patrimonio Histórico en 1986 por el Instituto Nacional de Antropología e Historia. Sin embargo, la construcción quedó en ruinas debido a un incendio la tarde del 12 de octubre de 2006, acabando con casi toda la tienda. Lo único que quedó del edificio fue su fachada.